# Norma Cappagli
Norma Gladys Cappagli (Buenos Aires, 20 de septiembre de 1939-Ib., 22 de diciembre de 2020) fue una modelo argentina que ganó el concurso de Miss Mundo en 1960, siendo la primera argentina en obtener el título. El certamen se celebró en Londres, Reino Unido. Su premio fue de £ 500 y un coche deportivo. Después de finalizar su reinado como Miss Mundo, trabajó como modelo.
En 1960, su business mánager Aldo Cappagli, consiguió posicionarla como modelo exclusiva de Christian Dior, hecho que sería clave para el desarrollo de su vida profesional.

## Accidente
El 17 de diciembre de 2020, fue atropellada por un colectivo de la línea 110 al cruzar la calle en Avenida Callao y Las Heras en la ciudad de Buenos Aires, resultando con heridas de consideración e internada en el Hospital Fernández.

## Fallecimiento
Falleció el 22 de diciembre de 2020, cinco días después del siniestro, a los 81 años.